# 경산시의 국회의원

## 행정구역 변천
- 1945년 8월 15일 경상북도 경산군
- 1981년 7월 1일 경산군 안심읍이 대구직할시 동구에, 고산면이 수성구에 편입
- 1989년 1월 1일 경산군 경산읍이 경산시로 승격
- 1995년 1월 1일 경산시와 경산군을 통합하여 '경산시' 설치

## 경산시의 역대 국회의원 일람
| 대수         | 이름           | 소속정당     | 임기                               | 선거구역                  |
| ------------ | -------------- | ------------ | ---------------------------------- | ------------------------- |
| 제1대        | 박해정(朴海楨) | 무소속       | 1948년 5월 31일 - 1950년 5월 30일  | 경산군 일원               |
| 제2대        | 방만수(方萬洙) | 무소속       | 1950년 5월 31일 - 1954년 5월 30일  | 경산군 일원               |
| 제3대        | 박해정(朴海楨) | 무소속       | 1954년 5월 31일 - 1958년 5월 30일  | 경산군 일원               |
| 제4대        | 박해정(朴海楨) | 민주당       | 1958년 5월 31일 - 1960년 7월 28일  | 경산군 일원               |
| 제5대 민의원 | 박해정(朴海楨) | 민주당       | 1960년 7월 29일 - 1961년 5월 16일  | 경산군 일원               |
| 제6대        | 김준태(金濬泰) | 민주공화당   | 1963년 12월 17일 - 1967년 6월 30일 | 경산군·청도군 일원        |
| 제7대        | 박주현(朴柱炫) | 민주공화당   | 1967년 7월 1일 - 1971년 6월 30일   | 경산군·청도군 일원        |
| 제8대        | 이형우(李亨雨) | 신민당       | 1971년 7월 1일 - 1972년 10월 17일  | 경산군 일원               |
| 제9대        | 박준규(朴浚圭) | 민주공화당   | 1973년 3월 12일 - 1979년 3월 11일  | 달성군·경산군·고령군 일원 |
| 제9대        | 박주현(朴柱炫) | 무소속       | 1973년 3월 12일 - 1979년 3월 11일  | 달성군·경산군·고령군 일원 |
| 제10대       | 박준규(朴浚圭) | 민주공화당   | 1979년 3월 12일 - 1980년 10월 27일 | 달성군·경산군·고령군 일원 |
| 제10대       | 김종기(金鍾基) | 신민당       | 1979년 3월 12일 - 1980년 10월 27일 | 달성군·경산군·고령군 일원 |
| 제11대       | 염길정(廉吉正) | 민주정의당   | 1981년 4월 11일 - 1985년 4월 10일  | 영천군·경산군 일원        |
| 제11대       | 박재욱(朴在旭) | 한국국민당   | 1981년 4월 11일 - 1985년 4월 10일  | 영천군·경산군 일원        |
| 제12대       | 염길정(廉吉正) | 민주정의당   | 1985년 4월 11일 - 1988년 5월 29일  | 영천시·영천군·경산군 일원 |
| 제12대       | 권오태(權五台) | 신한민주당   | 1985년 4월 11일 - 1988년 5월 29일  | 영천시·영천군·경산군 일원 |
| 제13대       | 이재연(李在淵) | 신민주공화당 | 1988년 5월 30일 - 1992년 5월 29일  | 경산군·청도군 일원        |
| 제14대       | 이영창(李令昶) | 민주자유당   | 1992년 5월 30일 - 1996년 5월 29일  | 경산시·경산군·청도군 일원 |
| 제15대       | 김종학(金鍾學) | 자유민주연합 | 1996년 5월 30일 - 2000년 5월 29일  | 경산시·청도군 일원        |
| 제16대       | 박재욱(朴在旭) | 한나라당     | 2000년 5월 30일 - 2004년 5월 29일  | 경산시·청도군 일원        |
| 제17대       | 최경환(崔炅煥) | 한나라당     | 2004년 5월 30일 - 2008년 5월 29일  | 경산시·청도군 일원        |
| 제18대       | 최경환(崔炅煥) | 한나라당     | 2008년 5월 30일 - 2012년 5월 29일  | 경산시·청도군 일원        |
| 제19대       | 최경환(崔炅煥) | 새누리당     | 2012년 5월 30일 - 2016년 5월 29일  | 경산시·청도군 일원        |
| 제20대       | 최경환(崔炅煥) | 새누리당     | 2016년 5월 30일 - 2019년 7월 11일  | 경산시 일원               |
| 제21대       | 윤두현(尹斗鉉) | 미래통합당   | 2020년 5월 30일 - 2024년 5월 29일  | 경산시 일원               |
| 제22대       | 조지연(趙志娟) | 국민의힘     | 2024년 5월 30일 -                  | 경산시 일원               |

## 같이 보기
- 대구 수성구의 국회의원
- 영천시의 국회의원
- 경산군의 국회의원
- 청도군의 국회의원
- 경산군·청도군
- 경산시·경산군·청도군
- 경산시·청도군
- 경산시 (선거구)